# Laghi di Ounianga
I laghi di Ounianga (francese: Lacs d'Ounianga, arabo: بحيرات أونيانجا), sono una serie di 18 laghi situati nel deserto del Sahara, nel nord-est del Ciad, che occupano un bacino situato tra il Tibesti a ovest e l'Ennedi a est. Sono una reliquia della pianura alluvionale del Ciad, come i laghi Ciad, Fitri, Léré, Iro.
Dal 2012 sono iscritti nella lista dei patrimoni dell'umanità dell'UNESCO.

## Morfologia
I laghi si trovano in un'area estremamente arida del deserto, registrando meno di 2 mm di precipitazioni all'anno, e presentano un'alta salinità. Tra loro i diversi bacini sono molto differenti e presentano una grande varietà di dimensioni, colorazioni dell'acqua e sostanze disciolte.
Si possono raccogliere in due gruppi principali: Ounianga Kébir, dal nome di un vicino villaggio (letteralmente "grande Ounianga"), e Ounianga Sérir (letteralmente "piccolo Ounianga"), situato circa 60 km a sud-est del primo, cui si aggiunge il piccolo gruppo del Laghi Motro. La superficie totale dei laghi è di circa 20 km² e costituiscono il più vasto gruppo lacustre del Sahara.
I laghi formano un sistema idrologico unico nei deserti della terra: l'elevata salinità è dovuta all'alto livello di evaporazione causato dall'esposizione continua al sole del deserto e all'assenza di precipitazioni. In particolare nel lago Yoa l'evaporazione annua è equivalente a circa 6 metri, tra le più elevate del mondo, tuttavia la profondità massima si mantiene costante a circa 25 m e l'acqua dei bacini rimane fresca. Ciò è dovuto alla falda di acqua fossile accumulatasi nei millenni in profondità sotto il deserto, che affiorando in questo luogo, rifornisce i laghi.

## Storia

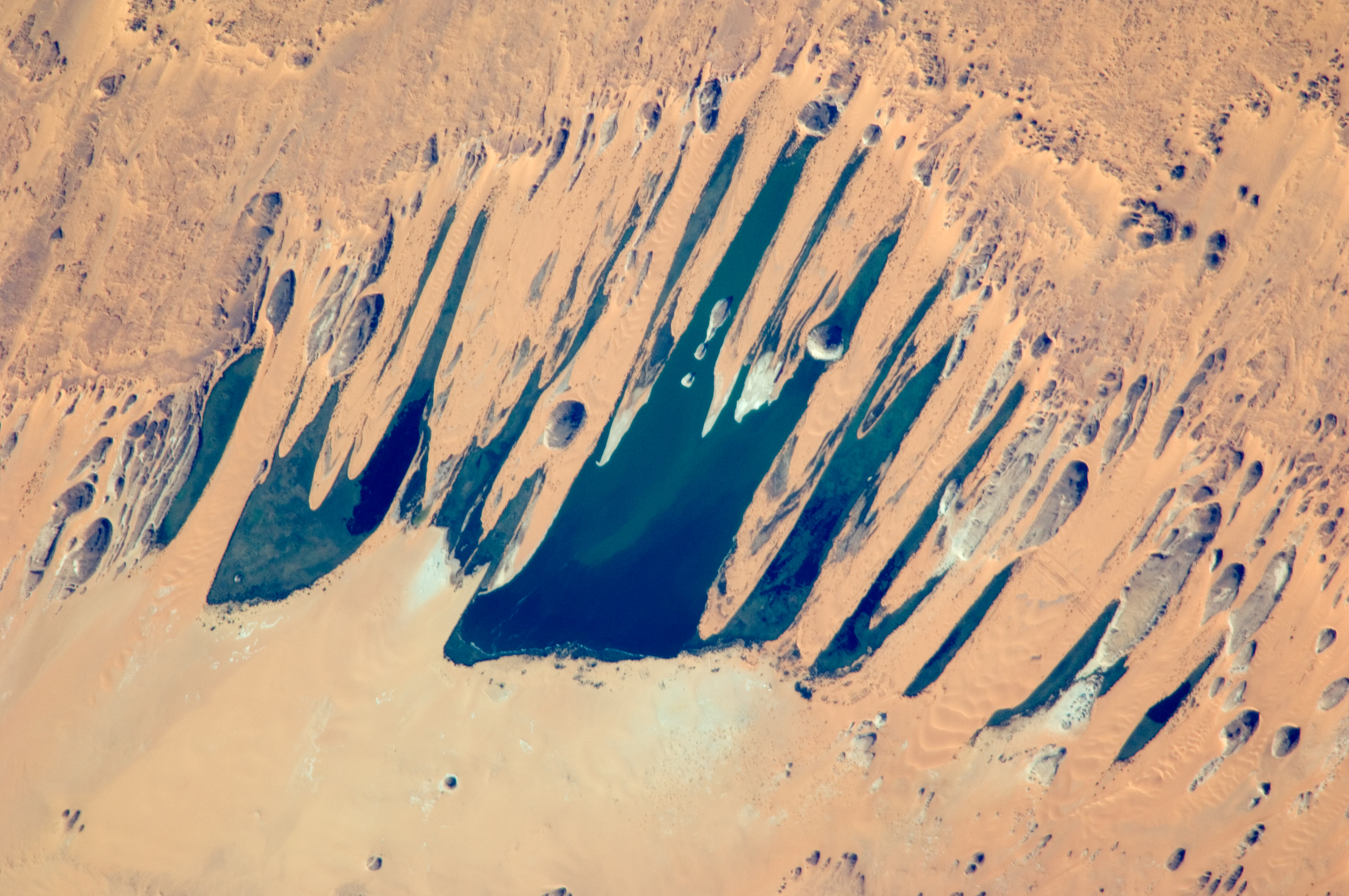
Vista di un astronauta del 2009 sul gruppo Ounianga Sérir. L'immagine copre circa 11 per 9 chilometri. La superficie scura dell'acqua è divisa da dune lineari di sabbia arancione che si intromettono nella depressione dei laghi da nord-est.

L'esistenza dei laghi è legata alla storia climatica della regione, risultando ciò che resta di un grande bacino che occupava quest'area circa 15000 anni fa, alla fine dell'ultima era glaciale, quando si suppone che il Sahara non fosse affatto un deserto, ma una regione lussureggiante di vegetazione e abitata da uomini e animali. La desertificazione dell'area si completò circa 5000 anni fa quando venne definitivamente meno il regime dei monsoni che prima ne influenzava il clima

## Laghi
- Laghi di Ounianga Kébir:
  - Lago Yoa, il più grande, con una superficie di circa 3,50 km² e una profondità che raggiunge i 25 m;
  - Lago Katam, a 3 km a sud-ovest, ha la particolarità di essere diviso in due parti da una sottile striscia di sabbia; ciò determina una diversa colorazione delle due parti, con quella occidentale blu e l'altra colorata di un verde intenso dalle alghe Spirulina che vi abitano;
  - Lago Oma;
  - Lago Béver;
  - Lago Midji;
  - Lago Forodom.
- Laghi Motro, situati a 30 km a sud-est di Ounianga Kébir.
- Laghi di Ounianga Sérir, situati tra 45 e 60 km a sud-est di Ounianga Kébir, formano un vasto gruppo di lingue d'acqua allungate ai piedi di una falesia:
  - Lago Melekui;
  - Lago Dirke;
  - Lago Ardjou;
  - Lago Téli;
  - Lago Obrom;
  - Lago Élimé;
  - Lago Hogo;
  - Lago Djiara;
  - Lago Ahoita;
  - Lago Daléyala;
  - Lago Boukkou.

## Fauna
Nel lago Bokou c'è una specie endemica di ciclidi, Astatotilapia tchadensis. Inoltre, le specie di ciclidi Coptodon zillii, Hemichromis fasciatus, Hemichromis letourneuxi e Sarotherodon galilaeus, i carpidi dentati Epiplatys bifasciatus e Poropanchax normani e il luccio zattera del Senegal (Polypterus senegalus). I laghi di Ounianga hanno quindi la fauna ittica più ricca di specie di tutti i laghi del Sahara.
Nella primavera del 2023 è stata scoperta una presenza nidificante significativa e precedentemente sconosciuta dell'anatra marmorizzata (Marmaronetta angustirostris), in via di estinzione a livello globale.